# WWF King of the Ring
WWF King of the Ring est un jeu vidéo de catch professionnel basé sur l'univers de la World Wrestling Federation, commercialisé en 1993 sur Nintendo Entertainment System et Game Boy. Il s'agit du dernier jeu WWF à être commercialisé sur NES, et le troisième sur Game Boy. Dans ce jeu, le joueur se doit d'obtenir le titre de King of the Ring (roi du ring) en gagnant une série de huit matchs par élimination. Le joueur doit vaincre tous les personnages du jeu pour devenir le WWF Champion. Des matchs exhibition en solo et modes tag team pour un ou deux joueurs sont également disponibles.

## Système de jeu
La version sur NES met en scène onze catcheurs : Hulk Hogan, Randy Savage, Bret Hart, The Undertaker, « The Narcissist » Lex Luger, Mr. Perfect, Razor Ramon, Shawn Michaels, Yokozuna, Bam Bam Bigelow et « Vous » (un catcheur générique que peut renommer le joueur). Undertaker et Bigelow ne sont pas disponibles dans la version Game Boy.
Chaque personnage possède sa propre palette de mouvements simples, qui consistent en coups de poing, coups de pied, body slam, suplex, projection, piétinements, etc. Aucune prise finale n'est disponible. Cependant, les catcheurs varient selon leur poids et leur force.